# حرب النساء

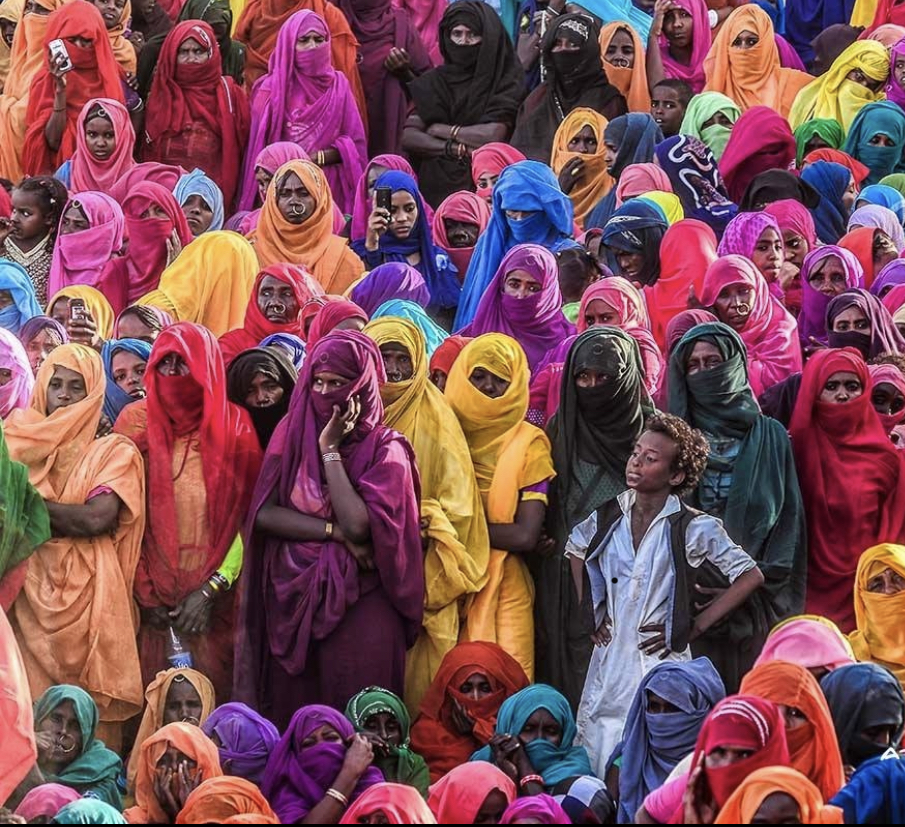

مثلت حرب النساء، أو أعمال شغب النساء في آبا، فترة عدم استقرار في المستعمرة النيجيرية خلال نوفمبر 1929. اندلعت الاحتجاجات حين سافرت آلاف النساء من الإيغبو من مقاطعة بيندي وأومواهیا وأماكن أخرى في شرق نيجيريا إلى بلدة أولوكو للاحتجاج على الحكام بالولاية بعد اتهامهم بتقييد دور النساء في الحكومة. تُعتبر أعمال شغب النساء في آبا عام 1929، كما سُميت زورًا في السجلات البريطانية، ثورة مُنفذة على نحو استراتيجي و/أو احتجاجًا مُنظمًا نفذته النساء بغية معالجة المظالم الاجتماعية والسياسية والاقتصادية. شمل الاحتجاج نساءً من ست مجموعات عرقية هي (إيبيبيو وأندوني وأغوني وإيفيك وإيجاو وإيغبو).
نظمت الثورة وقادتها النساء الريفيات من مقاطعتي أويري وكالابار. وشملت طريقة عمل الاحتجاجات «الاعتصام» من قبل النساء. خلال هذه الأحداث، أُجبر الكثيرون من الحكام بالولاية على الاستقالة وتعرضت 16 محكمة من محاكم السكان الأصليين للهجوم ودُمر أغلبها. كانت تلك أول ثورة كبيرة نفذتها النساء في غرب إفريقيا. ألغت الحكومة الاستعمارية في 1930 نظام الحكام بالولاية وعينت نساءً في نظام المحاكم الأصلية. أسست النساء الإفريقيات هذه الإصلاحات التي اعتُبرت تمهيدًا لظهور القومية الإفريقية الجماعية.

## تاريخ التنظيم النسائي في نيجيريا
سبق الثورة تاريخ طويل من العمل الجماعي من قبل النساء في نيجيريا. في أوائل العقد الثاني من القرن العشرين، بقيت نساء أغباجة بعيدات عن منازلهن مدة شهر بعد شكوك سرت بينهن مفادها أن بعض الرجال كانوا يقتلون النساء الحوامل سرًا. دفع غيابهن الجماعي شيوخ القرية إلى اتخاذ إجراءات لمعالجة الوضع.  في 1924، احتجت 3000 امرأة في كالابار على رسوم السوق التي فرضتها السلطات الاستعمارية. في جنوب غرب نيجيريا، نشأت منظمات نسائية أخرى مثل الرابطة النسائية لسوق لاغوس وحزب النساء النيجيري واتحاد أبيوكوتا النسائي. كان هناك أيضًا «نظام مفصل لشبكات سوق النساء» استخدمته نساء إيغبو وإيبيبيو لتبادل المعلومات بهدف التنظيم والتنسيق في أثناء الثورة.

## الأحداث والأسباب
أخذت حرب نساء آبا في التكون قبل ظهورها بوقت طويل. غير الحكم الاستعماري في نيجيريا وضع مختلف النساء النيجيريات في مجتمعاتهن. وسُمح للنساء بالمشاركة في إدارة المناطق المحلية ولعبن دورًا رئيسًا في السوق أيضًا. عمل الرجال والنساء بتعاون في المنزل وكان مُعترفًا بأدوارهم الفردية المهمة. تمتعت النساء أيضًا بامتياز المشاركة في الحركات السياسية لأنهن متزوجات من الرجال النخبة. نظرت السلطات الاستعمارية لهذه الممارسات على أنها «مظهر من مظاهر الفوضى والاضطراب» وحاولت إنشاء مؤسسات سياسية تسيطر على السلطة وتحتكر القوة. في الوقت الذي كانوا يأخذون فيه المؤسسات السياسية التي يرأسها رجال الإيغبو بعين الاعتبار، تجاهلوا تلك الخاصة بالنساء، ما عزلهن فعليًا عن السلطة السياسية. آمنت السلطات الاستعمارية بأن هذا النظام الأبوي والذكوري سيؤسس نظامًا أخلاقيًا في جميع أنحاء المستعمرة. ازداد استياء النساء من الحكم الاستعماري بسبب الرسوم المدرسية المتزايدة وفساد الضباط الأصليين والعمل القسري.
كان تطبيق الضرائب المباشرة الحدث الذي أوصل في النهاية إلى الحرب. في أبريل 1927، اتخذت الحكومة الاستعمارية في نيجيريا تدابير لتطبيق قانون (تعديل قانون) الإيرادات الأصلية. كلف نائب حاكم نيجيريا أحد السكان الاستعماريين، دبليو إي هانت، بشرح أحكام وأغراض القانون الجديد للشعب في المقاطعات الخمس في المنطقة الشرقية. الهدف من ذلك تمهيد الطريق أمام تطبيق الضرائب المباشرة المقرر أن تدخل حيز التنفيذ في أبريل 1928. طُبقت الضرائب المباشرة على الرجال في 1928 دون وقوع أي حوادث كبيرة بفضل الإجراءات المخطط لها بعناية خلال الأشهر الإثني عشر السابقة. في سبتمبر 1929، أُرسل الكابتن جيه كوك، وهو مساعد مسؤول المنطقة، ليتولى قسم بيندي مؤقتًا من مسؤول المنطقة آنذاك، وهو السيد وير، حتى عودة الكابتن هيل من الإجازة في نوفمبر. عند توليه المنصب، وجد كوك أن القوائم الإسمية الأصلية لأغراض الضرائب غير كافية لأنها لا تتضمن تفاصيل عن عدد الزوجات والأطفال والماشية في كل أسرة. وبدأ بمراجعة القوائم الإسمية. أدخل هذا العمل السلطات الاستعمارية بصراع مباشر مع النساء في شرق نيجيريا وكان حافزًا للتغيير الأساسي في الإدارة المحلية.